# Bosque nacional de Santa Fe
El bosque nacional de Santa Fe (en inglés: Santa Fe National Forest) es un bosque nacional de los Estados Unidos localizada en el norte de Nuevo México en el suroeste del país. Fue establecido en 1915 y cubre 6306,83 kilómetros cuadrados. La altitud varía desde los 1600 m a los 4000 m en la cumbre del Pico de Truchas, ubicado en el desierto de Pecos. 
El Bosque nacional fue declarado el 1 de julio de 1915 por el Servicio Forestal de los EE. UU. con la fusión del Bosque nacional de Jemez, al oeste de Santa Fe y el Bosque nacional de Pecos, al este.